# Waynesfield
Waynesfield é uma vila localizada no estado norte-americano de Ohio, no Condado de Auglaize.

## Demografia
Segundo o censo norte-americano de 2000, a sua população era de 803 habitantes.
Em 2006, foi estimada uma população de 809, um aumento de 6 (0.7%).

## Geografia
De acordo com o United States Census Bureau tem uma área de
1,8 km², dos quais 1,8 km² cobertos por terra e 0,0 km² cobertos por água. Waynesfield localiza-se a aproximadamente 315 m acima do nível do mar.

## Localidades na vizinhança
O diagrama seguinte representa as localidades num raio de 16 km ao redor de Waynesfield.